# Kyrnychky
Kyrnychky  (ucraniano: Кирнички) es una localidad del Raión de Izmail en el Óblast de Odesa de Ucrania. Según el censo de 2001, tiene una población de 2241 habitantes.